# Pawło Dumka
Pawło Dumka (pol. Paweł Dumka, ur. 21 marca 1854 w Kupczyńcach, zm. 19 listopada 1918 w pobliżu Dragomanówki) – ukraiński działacz społeczny i polityczny, poeta, rolnik. Działacz „Proswity”.
Jeden z założycieli Ukraińskiej Partii Radykalnej, poseł do Sejmu Krajowego Galicji IX i X kadencji, członek Ukraińskiej Rady Narodowej (1918).

## Literatura
- Енциклопедія українознавства. T. 2. Lwów, 1993, s. 605. (ukr.)
- Stanisław Grodziski: Sejm Krajowy Galicyjski 1861-1914. Warszawa: Wydawnictwo Sejmowe, 1993. ISBN 83-7059-052-7.